# Anacyclus pyrethrum
Anacyclus pyrethrum là một loài thực vật có hoa trong họ Cúc. Loài này được (L.) Lag. mô tả khoa học đầu tiên năm 1816.